# Airplane!
Airplane! (¡Aterriza como puedas! en España e ¿Y dónde está el piloto? en Hispanoamérica) es una película estadounidense de 1980, del género de comedia, producida y dirigida por Jim Abrahams, David Zucker y Jerry Zucker. Protagonizada por Robert Hays, Julie Hagerty, Leslie Nielsen, Robert Stack, Lloyd Bridges, Peter Graves, Kareem Abdul-Jabbar y Lorna Patterson.
Es una parodia de las cintas del género de cine catástrofe, que estuvieron de moda a finales de la década de los 70. Entre ellas Aeropuerto 75, pero especialmente de la película Zero Hour! (1957), a la que se parodia casi palabra por palabra. 
Sus directores recibieron en 1981 el premio Writers Guild a la mejor comedia adaptada desde otro medio. La actriz infantil Jill Whelan fue nominada como mejor comediante juvenil en los Young Artist Awards. La película fue nominada a un Globo de Oro a la mejor película musical y de comedia. Además, la Academia Británica de las Artes Cinematográficas y de la Televisión (BAFTA) la nominó al mejor guion gráfico (una nominación muy irónica, teniendo en cuenta que la película fue editada con el fin de añadir las risas de la audiencia grabadas en los preestrenos).
En 2010, la cinta fue seleccionada en el National Film Registy por la American Film Institute para su preservación por ser considerada narrativa, cultural y estéticamente significativa.

## Argumento
El ex piloto de combate y taxista Ted Striker (Robert Hays) queda traumatizado durante la guerra de Vietnam, lo que lo lleva a un miedo patológico a volar. Como resultado, es incapaz de mantener un trabajo responsable. Su novia en tiempos de guerra, Elaine Dickinson (Julie Hagerty), ahora una asistente de vuelo, lo abandona. Striker, con mucho nerviosismo, sube a un Boeing 707 (Vuelo 209 de Trans American) de Los Ángeles a Chicago en la que su exnovia se encuentra trabajando, con la esperanza de recuperarla, pero ella lo rechaza.
Después de servir la cena, muchos de los pasajeros enferman, y su compañero de viaje, el Dr. Rumack (Leslie Nielsen), deduce que los pasajeros han contraído una intoxicación alimentaria por el pescado de la cena. La tripulación de la cabina, incluyendo el piloto Clarence Oveur (Peter Graves) y el copiloto Roger Murdock (Kareem Abdul-Jabbar), también se han visto afectados, sin dejar a nadie para pilotar el avión. Elaine contacta con la torre de control de Chicago en busca de ayuda, y es instruida por el supervisor de la torre Steve McCroskey (Lloyd Bridges), un oficial de control de vuelo templado de nervios, pero un poco adicto a todo (alcohol, tabaco, tranquilizantes e incluso a aspirar cola blanca), para activar el piloto automático, un gran muñeco piloto inflable (que aparece como "Otto" en los créditos finales) que llegará a Chicago, pero no será capaz de aterrizar el avión. El Dr. Rumack convence a Striker para pilotar el avión, a pesar de su desconfianza en su capacidad de manejar un tipo de aeronave muy distinta a los monomotores a los que estaba acostumbrado, además de sus traumas de guerra.
McCroskey sabe que tiene que conseguir a alguien más para ayudar a aterrizar el avión y llama a Rex Kramer (Robert Stack), un oficial que estuvo al mando de Striker durante la guerra. A pesar de que Striker detesta a Kramer, él es la mejor opción para instruirle. Cuando el avión se acerca a Chicago, Striker es superado por el estrés, pero recupera la confianza tras una charla con el Dr. Rumack. Con el asesoramiento de Kramer y con McCroskey dopado por aspirar cola blanca, Striker es capaz de aterrizar el avión de forma segura con sólo unas heridas leves a algunos pasajeros, aunque Striker queda literalmente bañado en sudor durante la maniobra de aterrizaje y por las innecesarias presiones de Kramer. El valor de Striker reaviva el amor de Elaine hacia él, fundiéndose en un beso. En ese momento, tras inflar una compañera, Otto se despide desde la cabina y hace despegar nuevamente al avión (a pesar de no tener tren de aterrizaje).

## Reparto
| Actor                                                    | Personaje              |
| -------------------------------------------------------- | ---------------------- |
| Robert Hays                                              | Ted Striker            |
| Julie Hagerty                                            | Elaine Dickinson       |
| Leslie Nielsen                                           | Dr. Rumack             |
| Robert Stack                                             | Capitán Rex Kramer     |
| Lloyd Bridges                                            | Steve McCroskey        |
| Peter Graves                                             | Capitán Clarence Oveur |
| Kareem Abdul-Jabbar (mal acreditado Kareem Abdul-Jabaar) | Roger Murdock          |
| Lorna Patterson                                          | Randy                  |
| Stephen Stucker                                          | Johnny Henshaw         |
| "Otto"                                                   | Piloto automático      |

Se entrevistó a una gran cantidad de actores para imitar sus imágenes establecidas: Leslie Nielsen, Robert Stack y Lloyd Bridges eran bastante conocidos por sus personajes demasiado aventurados y sin sentido. Stack actuó como un capitán que pierde los nervios en una de las primeras películas de desastres aéreos: The High and the Mighty, de 1954, y fue contratado para imitarse a sí mismo en Airplane!, como también lo fue Lloyd Bridges por su papel interpretado entre 1970 y 1971 como el gerente de aeropuerto Jim Conrad en la serie de televisión San Francisco International Airport.

## Comentarios
La película se estrenó en Estados Unidos el 27 de junio de 1980. Esta es la primera cinta que Jim Abrahams, David Zucker y Jerry Zucker dirigieron en colaboración. Anteriormente habían escrito The Kentucky Fried Movie, dirigida por John Landis.
El título de este film ha variado no sólo en idiomas distintos al original sino además en inglés, según el país de proyección, como en Australia, en donde se le llamó Flying High; la principal razón para esta variación es que en los países de la Commonwealth británica la palabra "airplane" no es la correcta para hacer referencia a máquinas voladoras sino "aeroplane". 
El argumento trata un tema abordado muchas veces en el cine. La historia de una emergencia médica en medio de un vuelo causada por comida en mal estado, con los pasajeros siendo rescatados por un antiguo militar, ya fue mostrada en la película de la CBC canadiense Flight Into Danger en 1956, y en 1957, Paramount Pictures estrenó Zero Hour. Los guiones para estos telefilmes fueron escritos por Arthur Hailey. Hailey y John Castle volvieron a la misma historia en 1958 con la novela Flight Into Danger: Runway Zero-Eight.
La historia de Airplane! es muy parecida a la de Zero Hour!, aunque Abrahams y Zucker transformaron el drama original en una comedia. Para poder hacer esto, los productores de Airplane! compraron los derechos de Zero Hour!. Como ellos mismos explican en los comentarios del DVD, descubrieron Zero Hour! mientras visionaban anuncios en horario nocturno por diversión. Compraron los derechos de la película, y con ello, Airplane! tuvo sus personajes principales y la mayor parte de la línea argumental directamente extraída de Zero Hour!, incluso recreando las primeras escenas de la película original toma por toma y línea por línea. Gran parte de los diálogos más conocidos de Airplane! están repetidos literalmente, por ejemplo, la famosa frase «Elegí un mal día para dejar de fumar». Esta frase se convierte en un gag a medida que la emergencia se hace más grave durante el transcurso de la historia, añadiendo potencia a la droga citada: «Elegí un mal día para dejar el alcohol», «Elegí un mal día para dejar de oler pegamento», etcétera.
También aparecen en la película «cameos» protagonizados por deportistas. En Zero Hour!, aparece el jugador de fútbol americano Elroy Hirsch, mientras en Airplane!, aparece la estrella del baloncesto Kareem Abdul-Jabbar, que es identificado como tal por un niño que visita la cabina a pesar de sus negativas (que deja a un lado en cuanto el niño comienza a criticar su forma de jugar).
Airplane! utiliza elementos procedentes de las películas Aeropuerto y Aeropuerto 75, ambas basadas en novelas y guiones escritos por Arthur Halley. Los elementos tomados de Aeropuerto 75 incluyen la canción de guitarra (en Aeropuerto 75 cantada por Helen Reddy en el papel de una monja, y en Airplane! por Lorna Patterson en el papel de una azafata, quien la toma prestada de Maureen McGovern, que actúa como monja), y la niña enferma a quien le tocan la guitarra, que en Aeropuerto 75 es encarnada por Linda Blair y que en Airplane! es interpretada por Jill Whelan. El cambio en el material tomado en préstamo para Airplane! consiste en que el movimiento de la azafata que toca la guitarra desconecta repetidamente la terapia intravenosa, crítica para la vida de la niña, quien sufre repetidas crisis durante la canción.
La secuela de Airplane!, Airplane II, The Sequel, estrenada el 10 de diciembre de 1982, intentó abordar el género de la ciencia ficción. Aunque gran parte del reparto se volvió a reunir para la grabación de la secuela, los escritores y directores de Airplane! prefirieron no participar en ella.
En un primer momento, Airplane! recibió un reconocimiento tibio. Solo a largo plazo, la película empezó a recibir los reconocimientos más significativos. Fue considerada la décima película más cómica de la historia del cine estadounidense por el American Film Institute, e incluida en la lista AFI's 100 años... 100 sonrisas.

### Cameos
Debido al reducido presupuesto de la cinta, el dinero disponible para la contratación de extras era muy escaso. Como resultado, los escritores y directores mostraron en una serie de cameos a varios miembros de sus familias. David Zucker y Jerry Zucker aparecen en el papel de dos miembros del equipo de tierra que, accidentalmente, dirigen un avión hasta estrellarlo contra una terminal. Jim Abrahams es uno de los muchos fanáticos religiosos dispersos por toda la película. Charlotte Zucker, madre de David y Jerry, es la mujer que trata de maquillarse en el avión mientras este se balancea violentamente, y su hermana, Susan Breslau, es la segunda taquillera en el aeropuerto.
Muchos otros cameos añaden más humor en este reparto. Ethel Merman aparece brevemente como un soldado que está convencido de que él es Ethel Merman. Esta fue la última aparición de Merman en una película. Barbara Billingsley, más conocida como June Cleaver en Leave It to Beaver, hace una breve aparición como una mujer que «traduce» a inglés estándar el argot que habla un pasajero afroamericano enfermo, para que lo entienda la azafata. Maureen McGovern no solo aparece en un cameo como la Hermana Angelina (parodia de la monja de Aeropuerto 1975), sino también en una representación de su participación como cantante de las canciones ganadoras del Óscar por las películas de desastres de alto presupuesto La aventura del Poseidón (1972), (The Morning After) y Towering Inferno (El coloso en llamas, de 1974, We May Never Love Like This Again).

### Otros papeles
Muchos miembros del reparto de Airplane! que participaron con papeles menores fueron luego más conocidos por papeles en otras películas y series de televisión, como Gregory Itzin, quien aparece en Airplane! en el papel de un fanático religioso, y que luego sería el presidente Charles Logan en la serie de la Fox 24. David Leisure, quien aparece en la cinta como un miembro de los Hare Krishna, alcanzó luego la fama como Joe Isuzu y como Charlie Dietz en la comedia Empty Nest.

## Producción
Airplane! fue rodada en 34 días, casi toda durante agosto de 1979. Robert Stack tuvo inicialmente un papel diferente de lo que los directores tenían en mente. Le habían mostrado una cinta del cómico e imitador John Byner, «haciendo» de Robert Stack. Tal como pretendían los productores, Stack «daba la impresión de estar haciendo de John Byner imitando a Stack».

## Recepción
Airplane! fue un éxito rotundo. El presupuesto era de alrededor de 5 millones de dólares, y la película ganó más de 80 millones en venta directa de entradas y otros 40 en otros ingresos (datos de abril de 2007). Los directores eran al principio algo aprensivos sobre el resultado económico a la vista de la mediocre respuesta de uno de los preestrenos, pero la película consiguió recuperar la totalidad del presupuesto invertido en la primera semana.
Leslie Nielsen obtuvo también un enorme impulso a su carrera, y desde Airplane! se especializó en papeles absurdos y personajes impasibles, sobre todo en la serie de televisión de seis episodios Police Squad! y sus películas-secuela, las tres Naked Gun (tituladas en España Agárralo como puedas y en Hispanoamérica como ¿Y dónde está el policía? o La pistola desnuda). Lloyd Bridges y Robert Stack también experimentaron un auge de su imagen como actores, si bien a un nivel menor.

## Película «de culto»
En el año 2000, el American Film Institute catalogó a Airplane! como la décima en su lista 100 Years... 100 Laughs de las cien películas más divertidas. Ese mismo año, los lectores de la revista Total Film la votaron como la segunda mejor comedia de todos los tiempos. También aparece en segundo lugar en la lista británica de Channel 4 de las cincuenta mejores películas de comedia, solo superada por La vida de Brian, del grupo Monty Python. Algunos críticos aseguran que el mayor éxito de la película fue en realidad darle un final a la serie de películas del tipo Aeropuerto, que ya no serían tomadas en serio.[cita requerida]
La frase de Leslie Nielsen «En serio... y no me llame Shirley», ocupa el lugar número 79 en la lista del American Film Institute 100 Years... 100 Movie Quotes (Cien años, cien frases de cine). Por otro lado, la popularidad de Otto, el piloto inflable, alcanzó un grado tal que incluso cuenta con página propia en la conocida página Internet Movie Database, a pesar de no haber hecho ningún otro papel desde entonces.
Airplane! tuvo una interesante acogida también fuera de los Estados Unidos. Las traducciones del título acompañan habitualmente comentarios sobre la naturaleza de la película en sí misma. Por ejemplo, en Australia se le tituló Flying High (en español: Volando alto); en Alemania, el título se convirtió en Die unglaubliche Reise in einem verrückten Flugzeug (El increíble vuelo en un loco aeroplano). En Francia se tituló Y a-t-il un pilote dans l'avion? (¿Hay algún piloto en el avión?), en Hispanoamérica Y, ¿dónde está el piloto?, y en portugués (para su estreno en Brasil) se tituló Apertem os cintos, o piloto sumiu (Abróchense los cinturones, el piloto se ha ido).

## Miscelánea
- Rex Kramer es también el nombre de un personaje de la película de los mismos directores, The Kentucky Fried Movie.
- El nombre de Kareem Abdul-Jabbar aparecía escrito incorrectamente como Kareem Abdul-Jabaar en los títulos de crédito tanto en la versión cinematográfica como en la distribución de vídeos para el consumo doméstico.
- Aunque Stephen Stucker aparece en esta película y en su secuela Airplane II: The Sequel en el mismo papel, en los créditos se le nombra simplemente como Johnny en Airplane! y como Jacobs en la secuela.
- El actor y presentador de TV David Letterman realizó pruebas de rodaje para el papel de Ted Striker, que finalmente obtuvo Robert Hays.
- La legendaria estrella de terror Christopher Lee rechazó el papel del Dr. Rumack (interpretado finalmente por Leslie Nielsen) por no haber entendido el guion, de lo cual se arrepintió años más tarde.
- La película rodada en vuelo del accidente de un avión de pasajeros es parte de una película de terror titulada The Bees.
- WZAZ, las iniciales de la emisora de radio cuyo locutor es destruido por el avión, es una referencia a los nombres de los directores Zucker, Abrahams y Zucker.
- La compañía aérea del avión en la película es la aparentemente ficticia Trans-American Airlines. Trans-American era, en el momento de la producción de la película, una línea aérea real dedicada al transporte de mercancías, que consintió que se usara su nombre en la parodia.[4]
- Todas las tomas exteriores del avión a altitud de crucero se hicieron con un modelo a escala, y están acompañadas del ruido de un motor de avión a hélice.[5]
- La revista Maxim consideró el accidente de avión de Airplane! como el cuarto en su lista de los Accidentes de aviación más horrorosos del cine.[6]
- En el videojuego Call of Duty 4, al inicio de la misión bonus, dos personajes tienen un diálogo prácticamente igual al que tienen Ted Striker y el Dr. Rumack. Curiosamente, la misión consiste en el rescate de un rehén en un avión por un equipo especial, en pleno vuelo.
- Los diferentes problemas de propiedad intelectual de la película se manifiestan en una escena fantasma, que apenas ha llegado al público y que tiene como protagonista al copiloto protagonizado por Kareem Abdul-Jabbar. Se trata de unos segundos en los que el actor, enfundado en las ropas de Los Angeles Lakers, juega en la cabina cuando se queda solo. Por eso en la siguiente escena, al enfermar, aparece vestido de corto y con sus características gafas. La escena es imposible de encontrar, ni siquiera en Internet.

- La secuencia de apertura de la película parodia a la película Jaws (Tiburón).
- La megafonía de los anunciantes en el Aeropuerto Internacional de Los Ángeles está tomada de la novela de Arthur Hailey Aeropuerto, y fue reproducida por los dos sistemas reales de megafonía del aeropuerto.
- El controlador de tierra que dirige accidentalmente a un avión hasta estrellarse contra una sala de llegadas parodia la película Silver Streak.
- El papel secundario del rudo George Zipp (uno de los soldados que mueren en un ataque durante la guerra y a consecuencia de lo cual Ted sufre fobia a volar) se describe en una charla de Rumack con Ted. La charla es una parodia del famoso discurso Win one for the Glipper, de la película Knute Rockne, All-American, de 1940.
- La pregunta del capitán Oveur a Joey «¿Has estado alguna vez en una prisión turca?» es una referencia a la película El expreso de medianoche.
- El primer flashback de la guerra parodia a un tiempo a las películas Casablanca y Fiebre del sábado noche, y el flashback posterior es similar al de la famosa escena del beso en De aquí a la eternidad (si bien los autores de Airplane! negaron haber visto esta última película, y dijeron haber visto sólo algunas escenas, aunque sin saber de qué película procedían, e incluso que lo hicieron por su propia cuenta).
- La última frase de Rumack: "I just want to tell you both good luck. We're all counting on you" ("Sólo quiero desearles suerte. Contamos con ustedes"), repetida tres veces durante la película, es también la frase final de Nielsen en la película Scary Movie 3, también de Zucker. Asimismo, dicha frase es pronunciada por el propio Nielsen en un gag del episodio Blue Harvest de la serie de televisión Family Guy (Padre de familia). La famosa frase también fue usada en una promo para la película Spanish Movie, en la que Nielsen actuaba con un breve papel de doctor.
- La banda Gomez hace referencia a personajes de esta película con una canción llamada Rex Kramer, en su álbum In Our Gun, y en una cara-B titulada Steve McCroski, de su álbum Abandoned Shopping Trolley Hotline.
- La serie de televisión Family Guy (Padre de familia) hace referencia a la película en el episodio Prick Up Your Ears, cuando Stewie está en shock y Brian y Cris le dan palmadas para que se recupere, en la misma línea que en la película, donde una fila de personajes muestran bates de béisbol, pistolas y otras armas mientras esperan su turno para intentar sacar a Stewie del shock. En la temporada 5, episodio Aeropuerto '07, se parodian muchas escenas de Airplane!, y especialmente las cuñas musicales originales de Elmer Bernstein.
- En un episodio del Late Show Ya es mediodía en China, que emitió Sony Entertainment Hispanoamérica (temporada 2007), Arturo Hernández (ex vj de MTV) y varios extras tratan de controlar un ataque inexistente de pánico por parte de Luis Chataing dándole cachetadas como en la secuencia de la película.
- La escena del aterrizaje en la que el avión pierde el tren de aterrizaje delantero y la gente huye del interior del aeropuerto así como la expresión «¡Todos a bordo!» (a modo de revisor de tren) es una referencia a la película El expreso de Chicago.